# Aliyah Bet

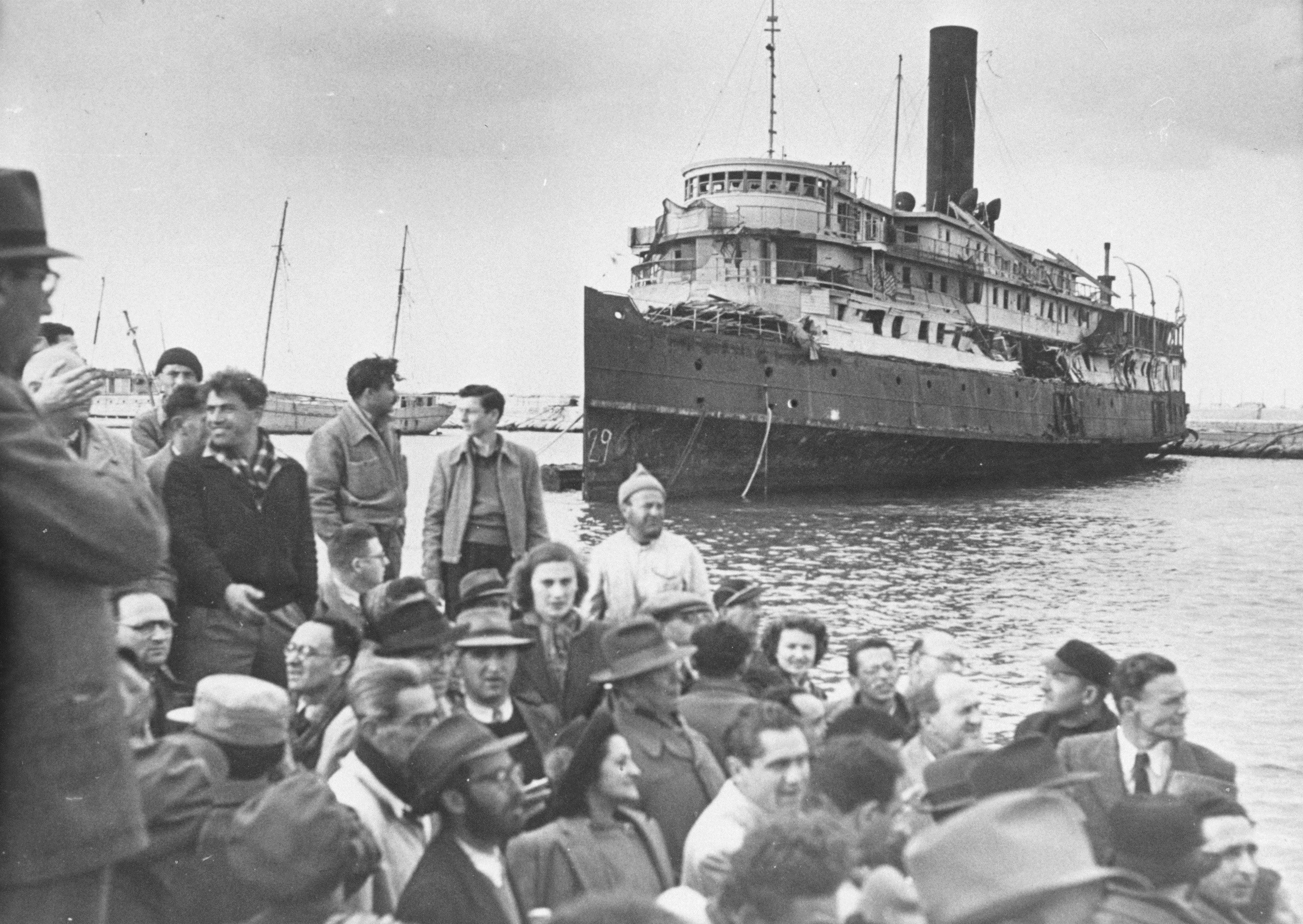
Immigration illégale de Juifs en Palestine mandataire en juillet 1947.

L'Aliyah Bet (héb.: 'עלייה ב "Aliyah 'B'", bet étant la seconde lettre de l'alphabet hébreu) était le nom de code de l'immigration illégale de Juifs en Palestine mandataire de 1933 à 1948, en violation des quotas britanniques contre une telle immigration, par opposition à l'Aliyah Aleph, qui se faisait dans le respect des dites normes. En Israël, on désigne actuellement l'Aliyah Bet sous l'appellation de Ha'apala (héb.: העפלה "escalade").
Plusieurs organisations juives, dont la plus prééminente fut le Mossad Le'aliyah Bet, coordonnèrent ainsi leurs efforts pour permettre cette immigration irrégulière, qu'ils refusaient de qualifier d'illégale, préférant parler d'immigration clandestine. Leurs efforts s'intensifièrent avec les persécutions des Juifs d'Europe sous l'ère nazie.
L'Aliyah Bet doit être distinguée de la Berih'ah (Fuite), qui visa au même but et employa les mêmes institutions, mais fut initiée par des sionistes de Lublin, alors que l'Aliyah Bet était une initiative du Yichouv.